# George Peel Harvey
George Peel Harvey (27. september 1877 i Wilmingham Farm, Freshwater, Isle of Wight, England - 11. februar 1943 på Østerbro, København) var en engelsk civilingeniør og idrætsleder der i 1903 tog ophold i København.
Harvey spillede fire fodboldkampe som målmand og venstre wing, for B.93 i 1903 og var som venstrearmskaster også blandt klubbens allerbedste cricketspillere og holdets anfører i perioden 1906-1924. Han sad i B.93s bestyrelse 1929-1930.
Harveys største idrætslige virke faldt indenfor hockeysporten hvor han 1907 var med stifter af Hockeyklubben Orient. Han var klubbens formand 1914-1936 og formand for Dansk Hockey Union 1934-1942. Som aktiv hockeyspiller vandt han DM med Orient 1920-1921 og 1923-1924. 
Harvey var medlem af Danmarks Olympiske Komité 1934-1943.
Harvey døde i 1943 efter en trafikulykke.